# Martina Cavallero
Martina Cavallero (Morón, 7 de mayo de 1990) es una jugadora argentina de hockey sobre césped. Formó parte de la Selección nacional con la que participó y obtuvo la medalla de plata en los Juegos Olímpicos de Londres 2012. Martina también obtuvo la medalla de plata en el Campeonato Mundial Juvenil de 2009, tres Champions Trophy (2012, 2014 y 2016), dos medallas de oro en la Copa Panamericana, medalla de bronce en el Campeonato Mundial 2014 y una Liga Mundial.

## Carrera deportiva
Se inició en el club Matreros (Morón) pasando luego a jugar para Hurling. En 2009, integró la Selección juvenil argentina que obtuvo la medalla de plata en el Campeonato Mundial Juvenil.
Desde 2010, integra la Selección mayor argentina. En 2012, integró el equipo que ganó el Champions Trophy en Rosario, Argentina y ese mismo año fue seleccionada para formar parte de la selección en los Juegos Olímpicos de Londres 2012 donde obtuvo la medalla de plata. En 2013, obtuvo la medalla de oro en la Copa Panamericana realizada en Mendoza, Argentina y en 2014 la medalla de bronce en el Campeonato Mundial de La Haya, Países Bajos y su segundo Champions Trophy disputado en la ciudad de Mendoza, Argentina. 
En 2015, formó parte del equipo que compitió en los Juegos Panamericanos donde obtuvo la medalla de plata y la Liga Mundial disputada en la ciudad de Rosario, Argentina en el mes de diciembre.
En 2016, obtuvo su tercer título en el Champions Trophy realizado en Londres, Inglaterra.

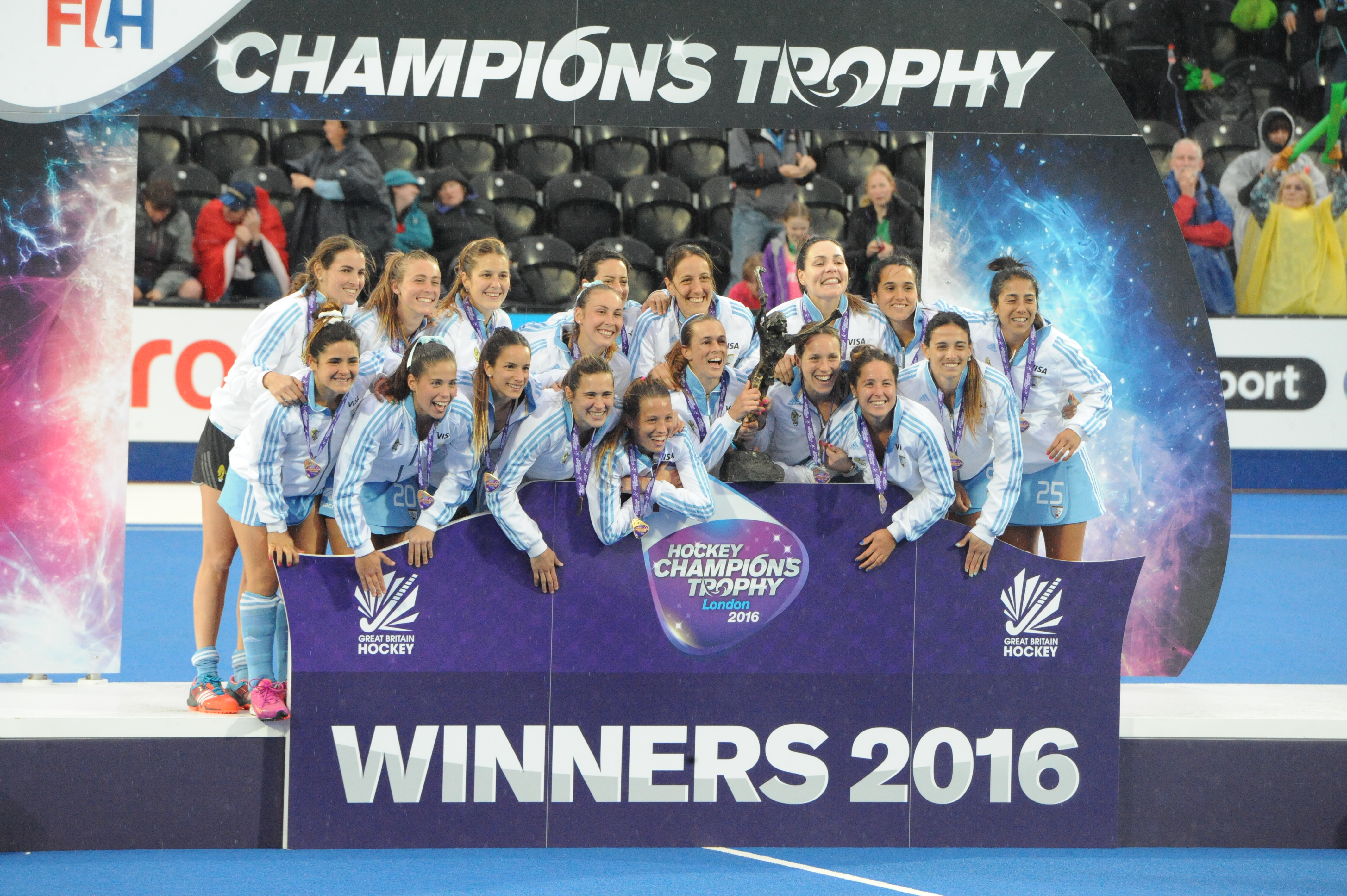
Festejos de la obtención del Champions Trophy 2016.

En 2017, obtuvo la Copa Panamericana disputada en Lancaster, Estados Unidos.

### Participaciones en Juegos Olímpicos
| Año                   | Sede        | Resultado        | Partidos | Goles |
| --------------------- | ----------- | ---------------- | -------- | ----- |
| Juegos Olímpicos 2012 | Reino Unido | Plata            | 7        | 1     |
| Juegos Olímpicos 2016 | Brasil      | Cuartos de final | ?        | ?     |